# Eredvi (plaats)
Eredvi (Georgisch: ერედვი; Ossetisch:Еред, Ered; Russisch: Ередви, Eredvi) of ook Irykau (Ossetisch:Ирыхъæу, Irikau) is een dorp in het noorden van Georgië, in de afscheidingsregio Zuid-Ossetië, zes kilometer ten oosten van diens hoofdstad Tschinvali. Het ligt aan de voet van het Goedisigebergte waar dit overgaat in de Sjida Kartli Vlakte, op een hoogte van ongeveer 1.000 meter boven zeeniveau. Voor de Georgische autoriteiten ligt het dorp in de regio Sjida Kartli en is sinds 2006 formeel het bestuurlijk centrum van de gemeente Eredvi. Het door etnisch Georgiërs bewoonde dorp werd tijdens en na de Russisch-Georgische Oorlog van 2008 ontvolkt, in brand gestoken en vernietigd. Het heeft derhalve geen inwoners meer.

## Geschiedenis

Sint Joriskerk uit de 10e eeuw

De vroegste beschrijvingen van Eredvi gaan terug naar de 8e eeuw. Eredvi was een langgerekt dorp dat uit verschillende delen bestond, die in de jaren 1930 gescheiden werden in de afzonderlijke dorpen Eredvi, Beroela en Argvisi.
Er zijn restanten van een 13e-eeuws fort alsmede diverse middeleeuwse kerken met cultuurhistorische waarde. De Sint Joriskerk uit de vroege 10e eeuw is hiervan de belangrijkste vanwege de inscripties die inzage geven in de kerkhistorie en politieke situatie in Kartli in de 10e eeuw. De verschillende belangrijke kerken in het relatief grote dorp en de aanwezigeheid van het fort maakte Eredvi tot een prominente plaats in het middeleeuwse koninkrijk Kartlië.

### Georgisch-Ossetisch conflict
Tijdens de vorming van de Zuid-Ossetische Autonome Oblast in 1921-1922 en het bepalen van de administratieve grens van de beoogde autonome regio protesteerden tientallen Georgische dorpen waaronder Eredvi tegen de voorgenomen inclusie in Zuid-Ossetië. Het protest mocht niet baten en Eredvi en vele andere Georgische dorpen belandden alsnog in de autonome regio.
Na het opheffen van de Zuid-Ossetische autonomie in december 1990 werd het rajon Tschinvali, waar Eredvi onder viel, in april 1991 opgeheven en aan Gori toegevoegd. Tijdens de burgeroorlog in 1991-1992 in het Georgisch-Ossetisch conflict vond in Eredvi en andere dorpen in de omgeving met een Georgische meerderheid etnisch geweld plaats. Eredvi was het hoofdkwartier van een informele Georgische militie die met zeer veel geweld in deze dorpen etnische zuiveringen pleegde tegen de Osseetse minderheid.
Op 18 maart 1991 vond een van de grootste tragedies in het conflict in Eredvi plaats. Als vergelding voor het vermoorden en verbranden van vier Georgiërs in een auto, werd een Oeral-vrachtwagen met 25 Osseten in Eredvi gestopt, waarna twaalf mannen gemarteld en levend begraven werden in een massagraf. In september 1993 werden de lichamen van de tot dan als vermist geldende mannen gevonden en opgegraven. Het dorp kwam in 1992 onder Georgische controle te staan binnen de door Rusland geleide vredesmacht. In augustus 2004 was het dorp dagenlang doelwit van zware Osseetse beschietingen waarbij meer dan tien Georgische soldaten om het leven kwamen.

### Verkiezingen 2006
Eredvi werd in 2006 het bestuurlijk centrum van de nieuw opgerichte gelijknamige gemeente, ten behoeve van het lokale bestuur over veertien dorpen in de omgeving die Georgië controleerde. Eredvi was vervolgens in november 2006 het centrum van alternatieve verkiezingen die de Zuid-Osseetse oppositie organiseerde, tegelijkertijd met de Zuid-Osseetse presidentsverkiezingen. Voormalig Zuid-Osseets premier Dmitri Sanakojev won deze, en vormde een eigen parallelle Zuid-Osseetse regering die in Koerta zetelde. De Georgische regering erkende deze regering uiteindelijk in mei 2007 als Zuid-Ossetische Administratie, die gelast werd het interim-bestuur over de 'Provisionele Territoriale Eenheid Zuid-Ossetië'.

## Oorlog 2008
In de periode voorafgaand aan de oorlog van 2008 waren Georgische dorpen rond Tschinvali, waaronder Eredvi, Avnevi] en Tamarasjeni regelmatig doelwit van Osseetse beschietingen en aanslagen. De Zuid-Osseetse zijde beweerde dat vanuit deze Georgische dorpen op nabijgelegen Osseetse plaatsen of posities werd geschoten. Ook waren er aanslagen en hinderlagen in de Georgische bypassroute om Tschinvali tussen Eredvi en Koerta. Het konvooi van de door Tbilisi erkende leider over Zuid-Ossetië, Dmitri Sanakojev reed op deze weg in juli 2008 in een hinderlaag waarbij een op afstand bedienbare mijn werd gebruikt. Eredvi werd op 8 augustus 2008 meermaals ook uit de lucht gebombardeerd waarbij het dorp zwaar beschadigd raakte en waarbij volgens getuigenissen burgers omkwamen.
Aanklagers van het Internationaal Strafhof documenteerden de stelselmatige vernietiging van huizen in Eredvi en elders "met als doel de etnische Georgiërs met geweld van het grondgebied van Zuid-Ossetië te verdrijven". De Zuid-Osseetse leiding bleef ook na het staakt-het-vuren van 12 augustus 2008 opdracht geven tot afbranden van alle huizen in Eredvi en andere dorpen. Human Rights Watch rapporteerde ter plekke in september 2008 plundering van de huizen. In de periode 2017-2020 zijn alle restanten van Eredvi verwijderd. De Sint Joriskerk heeft de oorlog en wat daarna volgde overleefd. Als gevolg van de oorlog verloor Tbilisi de controle over Zuid-Ossetië en dus ook over Eredvi. De voormalige inwoners wonen in speciale vluchtelingendorpen in Georgië.

## Demografie
Volgens de Zuid-Osseetse volkstelling in 2015 had Eredvi (Irikau) geen inwoners. Historisch was Eredvi een Georgisch bevolkt dorp. In de Sovjet-periode kwamen ook Osseten in het dorp te wonen, maar zij bleven een minderheid. Het dorp werd in de burgeroorlog in 1991-1992 etnisch gezuiverd waarna het in 2008 ontvolkt raakte.
| Bevolking van Eredvi                                                                            | Bevolking van Eredvi | Bevolking van Eredvi | Bevolking van Eredvi | Bevolking van Eredvi | Bevolking van Eredvi | Bevolking van Eredvi | Bevolking van Eredvi | Bevolking van Eredvi | Bevolking van Eredvi |
| ----------------------------------------------------------------------------------------------- | -------------------- | -------------------- | -------------------- | -------------------- | -------------------- | -------------------- | -------------------- | -------------------- | -------------------- |
| Jaar                                                                                            | 1886                 | 1923                 | 1939                 | 1970                 | 1979                 | 1989                 | 2002                 | 2015                 |                      |
| Aantal                                                                                          | 1.180                | 1.624                | 860                  | 1.056                | 1.123                | 1.103                | 918                  | 0                    |                      |
|                                                                                                 |                      |                      |                      |                      |                      |                      |                      |                      |                      |
| Georgiërs                                                                                       | 100 %                | 98 %                 | -                    | n.b.                 | n.b.                 | 75 %                 | 96 %                 | -                    |                      |
| Osseten                                                                                         | 0 %                  | 2 %                  | -                    | n.b.                 | n.b.                 | 24 %                 | -                    | -                    |                      |
| Verantwoording data: 1886, 1923, 1939-1989, volkstelling 2002, Zuid-Osseetse volkstelling 2015. |                      |                      |                      |                      |                      |                      |                      |                      |                      |